# Synnema schweinfurthii
Synnema schweinfurthii là một loài thực vật có hoa trong họ Ô rô. Loài này được (C.B. Clarke) Bremek. miêu tả khoa học đầu tiên năm 1944.